# DEVIL SISTER
『DEVIL SISTER』（タイ語: แอ๊บร้ายให้นายไม่รัก、デビル・シスター）は、メータウィン・オーパッイアムカジョーンとピーチャヤ・ワッタナーモントリーが主演するタイのテレビドラマシリーズで、「Beauty and the Guy รักของนางร้าย」を原作としている。2021年12月1日にGMMTVによって開催された「BORDERLESS」イベントにて、2022年に放送予定のドラマの一つとして発表され、GMMTVとKeng Kwang Kangが共同で制作した。
タイでは2021年4月18日からGMM 25にて20:30 (ICT)に放送され、Viuでも配信された。日本では同年7月2日よりCSテレ朝チャンネル1にて放送される。

## キャストとキャラクター

### メインキャスト
- アイリン役：ピーチャヤ・ワッタナーモントリー（ミン）

Bannasorn Publishing Houseを経営する女性。厳しい性格から周囲に「悪魔」と呼ばれている。
- ナムチャ役：メータウィン・オーパッイアムカジョーン（ウィン）

アイリンの幼馴染で彼女に好意を寄せている若い獣医師。

### その他
- イン役：カンヤラット・ルングルーン（ピプローイ）

ナムチャのことがずっと好きだった女の子。
- ジン役：スパコーン・シーポートーン（ポッド）

弁護士
- ナムタン役：プローイ・ホーワン（プローイ）

ナムチャの姉であり、アイリンの友人。
- Paeng役：パチャトン・タナワット（プローイパット）

アイリンの親友。
- アノン役：ニルット・シリジャンヤー（ニン）

アイリンとインの祖父
- Ployjan役：カンティシャー・チュムマ（ティシャー） [6]

ナムチャと彼の病院を手伝ってくれる女性。
- Prapha役：アパシリ・ニティポン（アン）

ナムチャの母親
- Chanin役：ポラワット・マヌープラサート（トム） พลวัฒน์ มนูประเสริฐ (ต้อม)

ナムチャの父親

## 制作
2019年10月、GMMTVは「Beauty and the Guy รักของนางร้าย」を原作としたドラマ「Devil Sister (รักของนางร้าย)」の制作を発表した。当時、主演はプリム・ラッタナルーァンワッタナー（プルーム）とスタッター・ウドムシン（パンパン）を予定していたが、2020年9月、GMMTVは新型コロナウイルス感染症の流行により本作の制作が中止されたことを明らかにした。 その後プロジェクトの復活が決まり、2021年12月1日に開催された「BORDERLESS」イベントにて正式に発表された。新バージョンではメータウィン・オーパッイアムカジョーンとピーチャヤ・ワタナモンツリーが主演に起用されている。

## オリジナルサウンドトラック
| 曲名                              | アーティスト                            | 備考          |
| --------------------------------- | --------------------------------------- | ------------- |
| ไม่คาดหวัง ไม่ผิดหวัง (Expect Nothing) | ウィン                                  | [ 10 ] [ 11 ] |
| HEARTLESS                         | ピーチャヤ・ワッタナーモントリー (ミン) | [ 12 ]        |

## タイでの評価
- 最も評価の低いエピソードは青文字で、最も評価の高いエピソードは赤文字で示されます。

| EP   | 放送日        | 評価  | 備考   |
| ---- | ------------- | ----- | ------ |
| 1    | 2022年4月18日 | 0.138 | [ 13 ] |
| 2    | 2022年4月19日 | 0.077 | [ 14 ] |
| 3    | 2022年4月25日 | 0.088 | [ 15 ] |
| 4    | 2022年4月26日 | 0.089 | [ 16 ] |
| 5    | 2022年5月2日  | 0.098 | [ 17 ] |
| 6    | 2022年5月3日  | 0.112 | [ 18 ] |
| 7    | 2022年5月9日  | 0.117 | [ 19 ] |
| 8    | 2022年5月10日 | 0.093 | [ 20 ] |
| 9    | 2022年5月16日 | 0.103 | [ 21 ] |
| 10   | 2022年5月17日 | 0.091 | [ 22 ] |
| 11   | 2022年5月23日 | 0.085 | [ 23 ] |
| 12   | 2022年5月24日 | 0.040 | [ 24 ] |
| 特番 | 2022年5月25日 | 0.065 | [ 25 ] |
| 13   | 2022年5月30日 | 0.058 | [ 26 ] |
| 14   | 2022年5月31日 | 0.116 | [ 27 ] |
| 15   | 2022年6月6日  | 0.070 | [ 28 ] |
| 16   | 2022年6月7日  | 0.110 | [ 29 ] |
| 17   | 2022年6月13日 | 0.134 | [ 30 ] |
| 18   | 2022年6月14日 | 0.145 | [ 31 ] |
| 平均 | 平均          | 0.098 | 1      |

^1 各話毎の平均評価に基づく。